# Ann Gilbert
Ann Gilbert (Rochdale, Lancashire, Inglaterra, 21 de octubre de 1821-Chicago, Illinois, 2 de diciembre de 1904), nacida Ann Hartley, fue una actriz y bailarina británica-estadounidense.

## Biografía
A los quince años asistió a la escuela de ballet del teatro Haymarket, dirigida por Paul Taglioni, y trabajó como bailarina en los escenarios. En 1846 se casó con George H. Gilbert, un actor de la misma compañía de la que ella era miembro. Juntos llevaron a cabo muchos compromisos en los teatros ingleses y se mudaron a Estados Unidos en 1849. El primer éxito de Ann Gilbert como actriz fue en 1857, cuando interpretó a Wichavenda en la Pocahontas de John Brougham. En 1869 se unió a la compañía de Augustin Daly, interpretando durante muchos años a las esposas de James Lewis y piezas sobre ancianas. Tenía una posición única en el teatro estadounidense, a causa de la admiración, la estima y el afecto de los que disfrutaba tanto delante como detrás de las candilejas.